# David Funderburk
David Britton Funderburk (Langley, 28 de abril de 1944) foi o embaixador dos Estados Unidos na Romênia de 1981 a 1985, e político norte-americano da Carolina do Norte, e republicano entre 1995 e 1997.
Funderburk nasceu em Langley, filho de um teólogo. Ele cresceu em Aberdeen. 
Em 1974, estudou na Universidade da Carolina do Sul, com uma tese intitulada "Política britânica para a Romênia, 1938-1940: Um estudo de estratégia econômica e política."
Antes de entrar na política, Funderburk trabalhou era professor de história. Ele ensinou inicialmente na Universidade da Carolina do Sul.
Em 1981, Funderburk foi escolhido como Embaixador dos Estados Unidos na Romênia, servindo no cargo até 1985.
Atualmente reside em Southern Pines, Carolina do Norte.